# Delfim Maya
Delfim Maria de Sousa Maya, conhecido como Delfim Maya (Porto, 21 de dezembro de 1886 – Lisboa, 13 de março de 1978) foi um escultor português.
Autodidata, pertence à primeira geração de artistas modernistas portugueses. Escultor animalista, de observação aguda e estilo vibrante, o movimento é a característica marcante, inconfundível das suas obras. Experimentalista, Delfim Maya foi o primeiro artista português a construir esculturas em ferro e noutros metais.
José-Augusto França, diz a seu propósito, referindo as esculturas em folha de metal, planificadas, recortadas e expressivamente dobradas, peças únicas sem nenhuma soldadura, “Olhando esses recortes, podemos verificar que há uma arte espantosa no envolver das formas, de modo a que cada ponta da chapa de metal vá cair exatamente onde devia, para criar o espaço interior e garantir o perfil exterior da forma, para ela se constituir em escultura. Ele foi, entre os grandes e célebres escultores que trabalharam o metal, o único que assim fez”.

Não tendo sido um escultor do regime salazarista, António Ferro, Diretor do Secretariado de Propaganda Nacional, reconheceu-lhe o génio e escreveu numa crítica a uma exposição: “Delfim Maya criou uma arte. Difícil fazer-lhe maior elogio”.  Também o Arq. Sommer Ribeiro, Diretor do Centro de Arte Moderna da Fundação Calouste Gulbenkian, quando da exposição do centenário do nascimento de Delfim Maya nesta instituição, escreveu no catálogo: “A anatomia e o movimento não têm para ele segredos, mas onde se vem a revelar um grande inovador é na folha de metal recortada, que projetada sabiamente, o deixa num lugar bem alto da escultura portuguesa.” (1987)

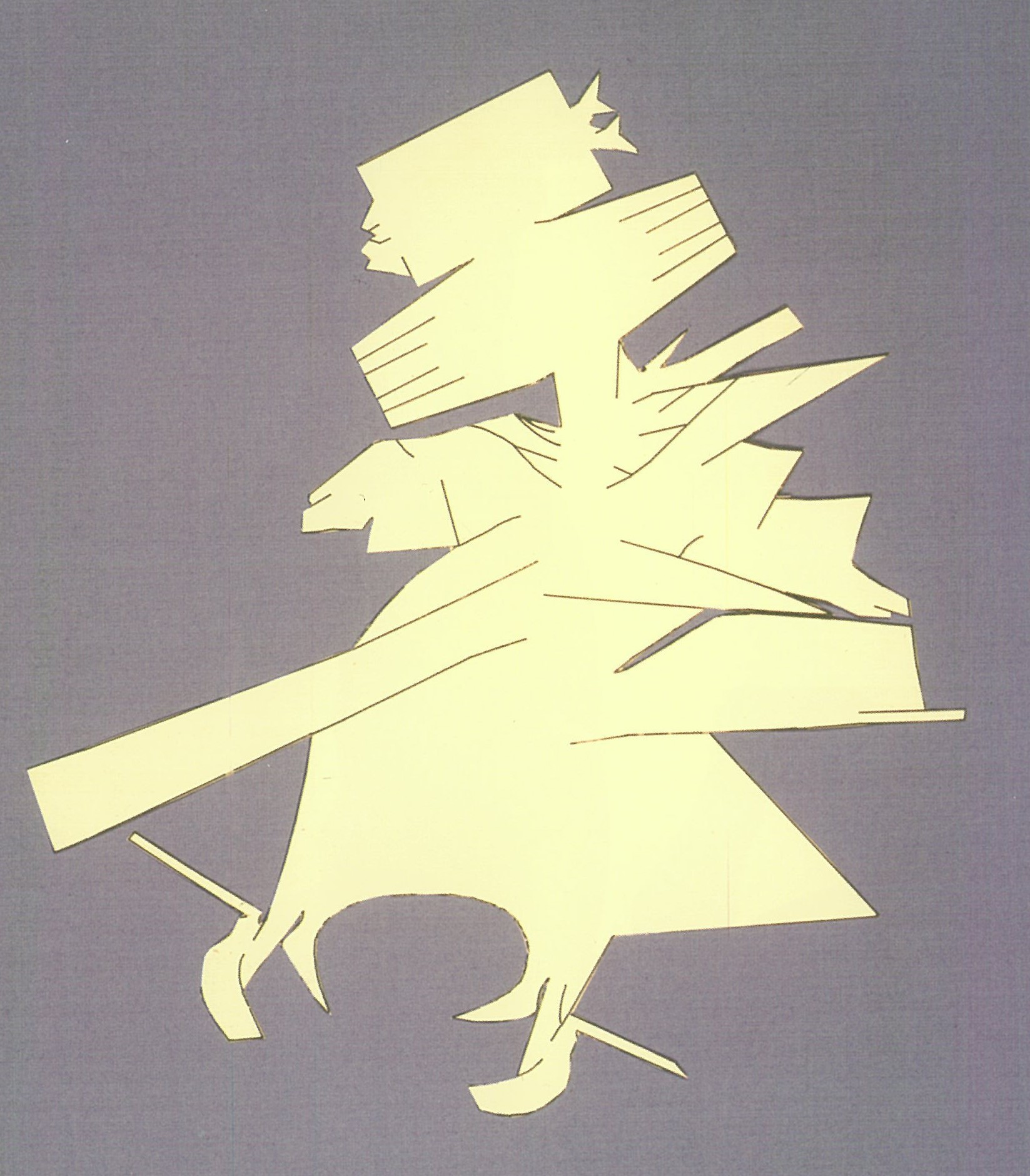
Planificação de Varina em papel. 1934.
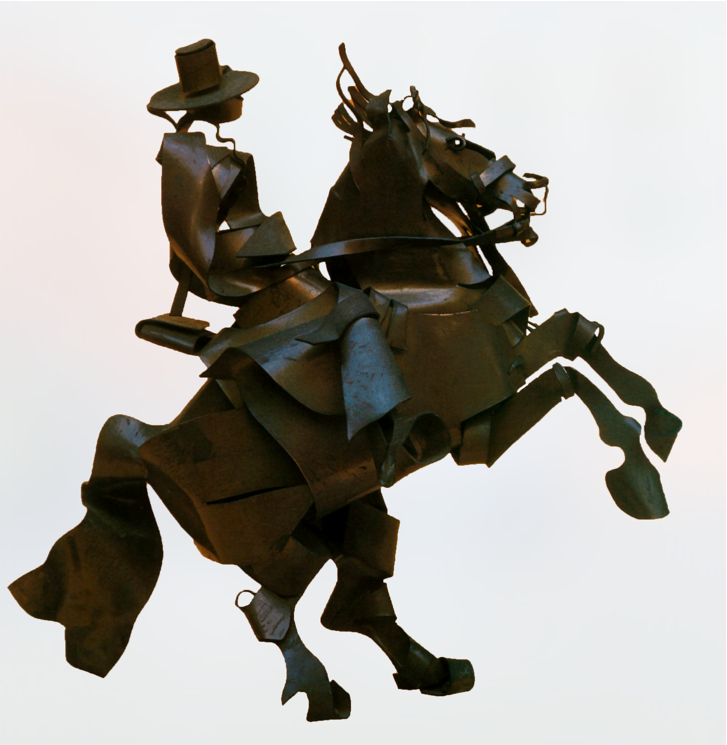
D. Antônio Cañero. Folha de cobre recortada. 1935.
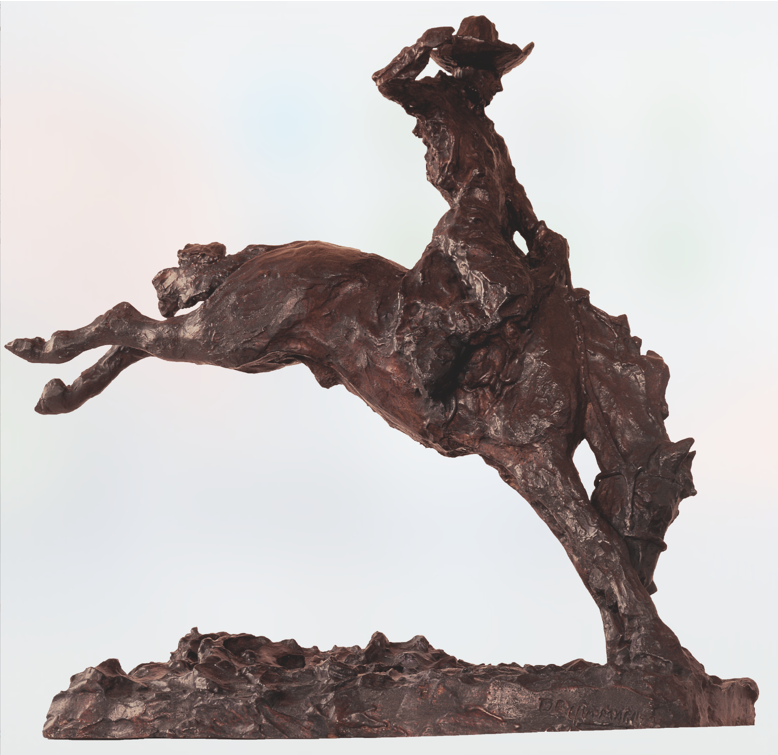
Gaúcho. Bronze. 1938.
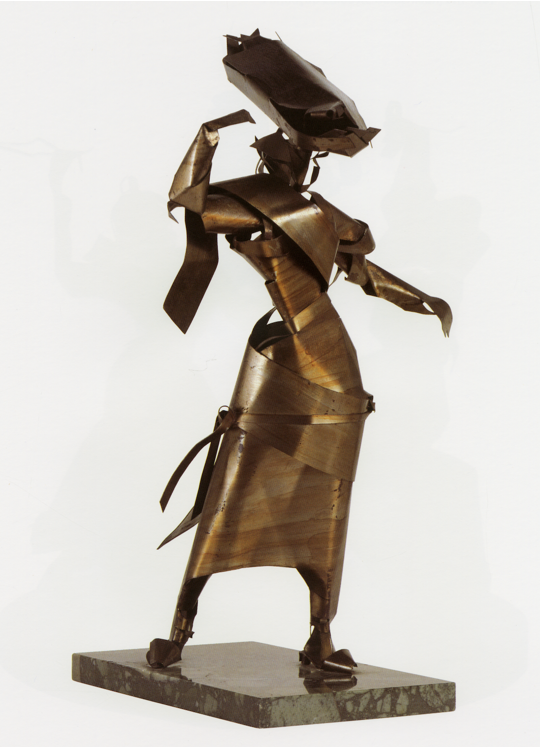
Varina. Folha de cobre recortada. 1934.
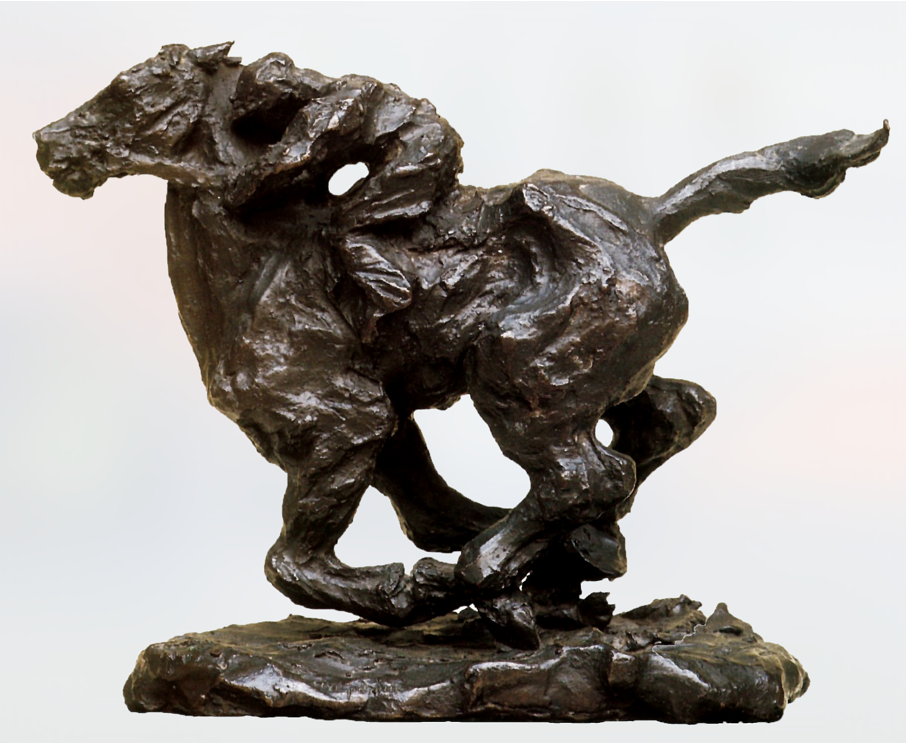
Jockey. Bronze. 1932.

## Biografia
Delfim entrou na vida militar, concluindo o curso de Oficial de Cavalaria em 1907.
Em 1911, Delfim casou com sua prima Augusta, de quem teve cinco filhos.

Vivendo conjuntamente com seu irmão João e sua cunhada Antónia, irmã de sua mulher, quando, em 1920, Antónia faleceu, Augusta e Delfim passaram, a tomar conta dos quatro filhos desta, como se fossem os seus próprios filhos.  

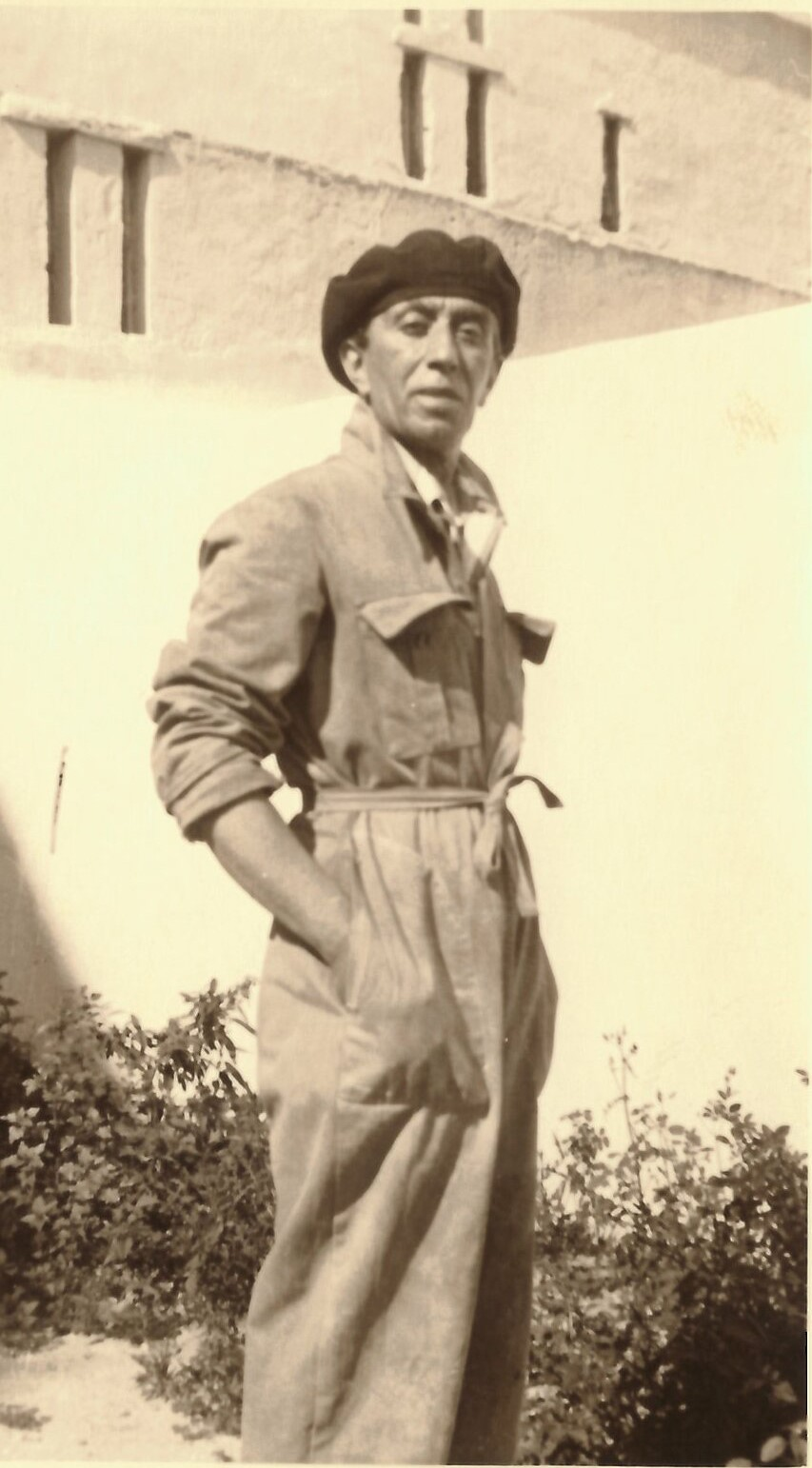
Delfim Maya em traje de trabalho

Distinto concursista – para além de inúmeros prémios, Delfim ganhou o Grande Prémio Internacional de Lisboa, em 1918 − a sua grande paixão foram os cavalos, que são o principal tema da sua obra artística.
Monárquico convicto, opôs-se à República, instaurada em 1910.
Demitiu-se do Exército em 1915, para não ser obrigado a jurar fidelidade à República, uma vez que já tinha jurado fidelidade ao Rei e era um homem que honrava a palavra dada.
Em 1915 nasce seu Filho Francisco que vem a ser um grande Pintor (F. Maya).
Foi reintegrado em 1917, no governo de Sidónio Pais.
Em 1919, Delfim Maya participou no Movimento de Monsanto, que pretendia restaurar a monarquia, tendo sido preso na sequência deste e demitido do exército.
Pouco depois de ter sido preso, Delfim fugiu do Forte de S. Julião da Barra, em Oeiras, tendo-se exilado em Espanha, onde viveu entre Madrid e Sevilha até meados de 1921.
Para sobreviver, recorreu ao desenho e à caricatura, uma vez que desenhava e fazia aguarela desde jovem.
Em 1921 foi amnistiado e regressou a Portugal, tendo realizados atividades diversas para ganhar a vida, nomeadamente como professor de equitação e fazendo trabalhos de topografia.
Em 1930, por razões políticas, foi deportado para a Madeira e depois para os Açores.
Da prisão, pintou aguarelas dos barcos que via entrar no porto do Funchal, o que ele considerou, mais tarde, o início da sua vida artística.
Amnistiado alguns meses depois, regressou à sua casa em Lisboa onde, com 44 anos, montou o seu atelier, passando a dedicar-se à escultura, depois de uma breve passagem pela pintura.
Faleceu na sua casa de Santa Isabel, em Lisboa, e foi a sepultar envolto na bandeira monárquica, como era seu desejo.

## Vida Artística

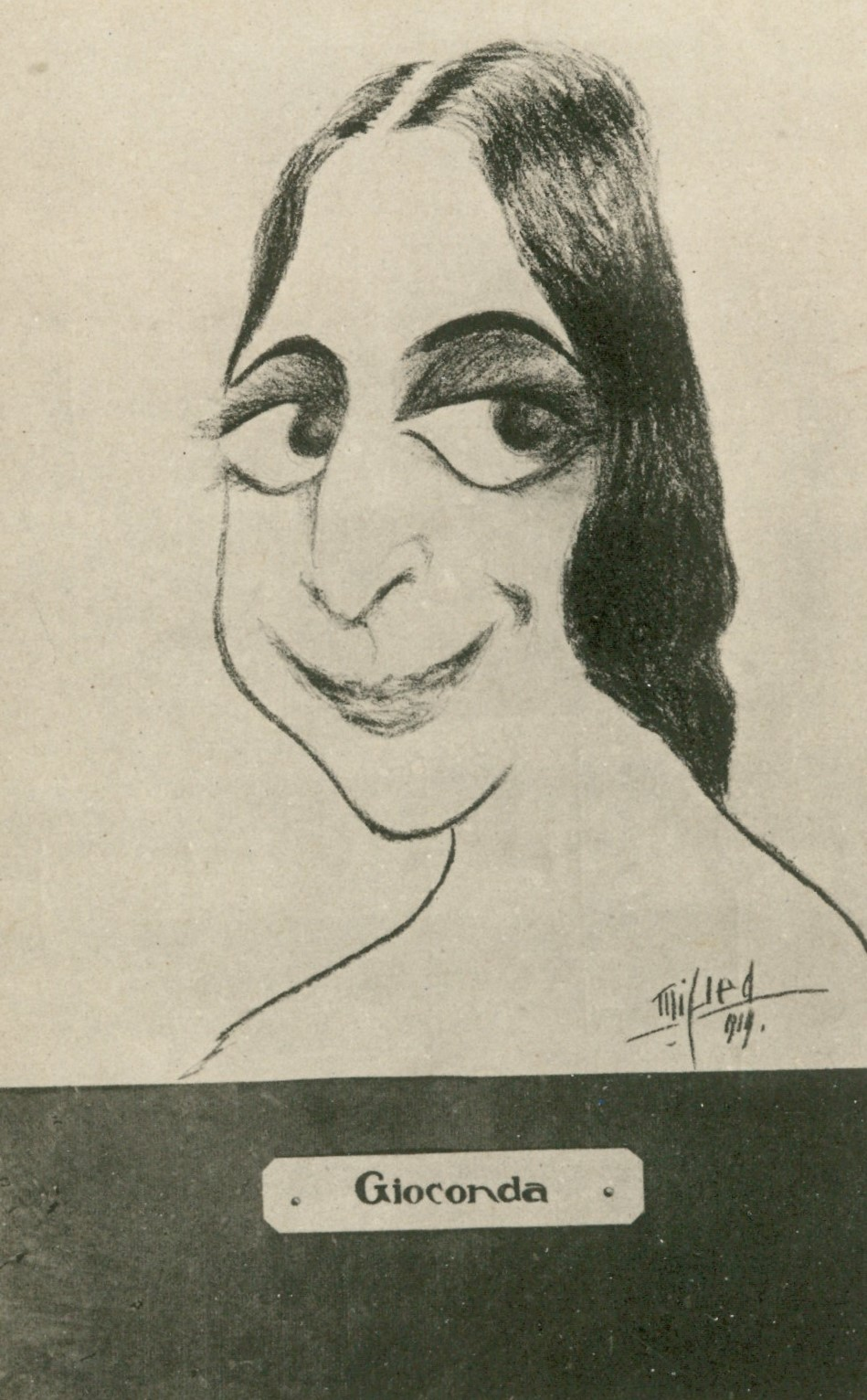
Gioconda. Postal. 1919.

Não andou em cursos de arte nem teve mestres. Aprendeu com a vida: foi o contacto estreito e a aguda observação que fixou a anatomia e o movimento de cavalos, o motivo principal da sua obra, bem como de touros e outros animais.
Foi depois de deixar a vida militar que se dedicou seriamente à arte, da qual passou a viver em exclusivo a partir de 1930.
O tempo passado no exílio, em Espanha, possibilitou-lhe o contacto com a obra de grandes artistas, como a do escultor Pablo Gargallo, permitindo-lhe estar a par dos movimentos artísticos internacionais. Assim, a sua obra está mais relacionada com estes, do que com a escultura monumental que a maioria dos escultores portugueses fazia para o Estado Novo.
Em Espanha aprofundou a amizade com D. Antônio Cañero, cavaleiro tauromáquico, vindo-lhe daí uma grande “afición” que, mais tarde, também se refletiria na sua obra artística.
Em 1931 realizou a sua primeira exposição individual. Desde essa altura, fez várias exposições individuais, participando também nos Salões da Primavera da Sociedade Nacional de Belas Artes, a qual manteve sem interrupções até 1949.
Em 1932, concorreu ao Salon d’Automne, que se realizou no Grand Palais, em Paris, e, sem pedidos nem apresentações, viu um dos seus trabalhos admitidos no Salon e elogiado pela imprensa francesa. Em Paris, realizou ainda uma exposição individual na Casa de Portugal. Participou também no Salon Hipique. Dado o êxito que obteve, pensou em expor anualmente em Paris, mas problemas de ordem financeira e as guerras − primeiro a Guerra de Espanha (1936-39) e depois a II Guerra Mundial(1939-45) − impediram-no de realizar tal desejo.
A grande característica dos seus bronzes é o movimento, não se preocupando, na maior parte deles, com a precisão das figuras. Daí que se possa dizer que é um impressionista em escultura.
Em 1933 iniciou um novo estilo, começando a fazer esculturas em folha de metal recortada. O modo original como trabalhava as peças – planificando-as primeiro no papel e idealizando os cortes e dobras necessárias para depois lhes dar volume – torna-o um escultor único: faz as suas figuras que se vão tornando progressivamente mais complexas de uma única chapa de metal, sem nenhum tipo de soldadura.
Com este tipo de escultura, Delfim Maya insere-se no movimento expressionista.
Em 1934, realizou a sua terceira exposição individual, apresentando esculturas em folha de prata recortada, na Joalharia Leitão, no Chiado, em Lisboa, a qual foi um enorme sucesso.
Fez exposições individuais em Espanha (1935), em Madrid e em Sevilha, e no Brasil (1937), no Rio de Janeiro e São Paulo, tendo sido muito elogiado.
Inovando em relação à escultura tradicional, em 1935, Delfim abandonou a modelagem em barro, passando a trabalhar diretamente no gesso (a partir do qual as suas obras seriam fundidas em bronze), o que confere às suas esculturas um estilo muito próprio.
O reconhecimento da originalidade da sua obra em folha de metal recortada valeu-lhe o convite para integrar a representação portuguesa à Exposição Internacional de Nova Iorque, em 1939 – na qual não chegou a participar, porque só a terceira carta deste convite foi escrita com a morada correta, pelo que já não teve tempo de enviar alguma obra. Participou depois na I Bienal de S. Paulo, em 1951.
Delfim Maya apresenta uma faceta não tradicional, irreverente e experimentalista. Por isso, em 1919 (o mesmo ano em que Marcel Duchamp pintava um bigode e uma barba na Gioconda) Delfim caricaturava a Gioconda como uma mulher sensual, ou em 1940 dava cor a algumas das suas esculturas, pintando-as, ou ainda em 1947, participava na I Exposição dos Ourives de Lisboa, com uma obra que se pode enquadrar na joalharia moderna.
É também de acentuar o seu caráter pioneiro em Portugal na construção de esculturas em ferro e noutros metais, bem como na reciclagem de alguns materiais (como latas) que usou em alguma da sua escultura de folha de metal recortada.
Entre as suas obras, são de assinalar: “A Caminho da posição-peça alvejada” (Museu Militar de Lisboa), sobre a I Guerra Mundial, “Largada (Ministério da Economia), “Marquês do Funchal a saltar” (Museu Nacional do Desporto), “D. Rodrigo Castro Pereira” (MU.SA- Museu das Artes de Sintra), a Estátua Equestre do Rei D. Carlos (Fundação da Casa de Bragança, Vila Viçosa), “Em plena lezíria” (Câmara Municipal de Vila Franca de Xira), “Jockey”, “Gaúcho”, “Katia” e “D. Antônio Cañero” (Museu José Malhoa, Caldas da Rainha), e ainda o “Vencedor” (Turf Club), ou o “Discóbolo”, que esteve presente na Exposição de Artes Plásticas integrada os Jogos Olímpicos de Helsínquia, em 1952.
Em Portugal está representado em diversos museus, entre os quais, no Museu do Chiado, em Lisboa, no Museu Soares dos Reis, no Porto, no Museu de José Malhoa, nas Caldas da Rainha, no Museu Militar de Lisboa, no Museu do Paço Ducal de Vila Viçosa, no Museu da Fábrica de Porcelana da Vista Alegre, em Ílhavo, no Museu Municipal de Vila Franca de Xira; em Espanha, está representado no Museu Municipal Taurino, em Córdova. Está ainda representado em inúmeras coleções particulares em Portugal, França, Espanha e Brasil. Encontra-se colaboração da sua autoria na “Revista da Cavalaria”.
Encontra-se colaboração da sua autoria na “Revista da Cavalaria”.

## Prémios

### Como artista obteve diversos prémios
- 1938. Salão de Primavera da Sociedade Nacional de Belas Artes. 3ª Medalha de Escultura.
- 1940. Salão do Estoril. 2ª Medalha de Escultura.
- 1949. Salão do Estoril. 1º Prémio de Escultura.
- 1953. Salão de Primavera da Sociedade Nacional de Belas Artes. 2ª Medalha de Escultura.

### Como cavaleiro
Entre 1909 e 1018, obteve 91 classificações, 2 menções honrosas e 10 vitórias, entre as quais o Grande Prémio do Concurso Hípico Internacional de Lisboa em 1918.
Outras informações em:
https://www.facebook.com/Escultordelfimmaya/
https://www.facebook.com/DelfimMaya.escultor.sculptor